# Metropolitano de Lisboa
Metropolitano de Lisboa E.P.E., nota anche con l'abbreviazione ML, è un'azienda pubblica portoghese controllata dal Ministero dell'ambiente e dell'azione per il clima che gestisce la metropolitana di Lisbona, esercita in qualità sia di gestore dell'infrastruttura che di impresa ferroviaria.

## Storia
Il 21 gennaio 1948 il governo portoghese approvò lo statuto di una società a responsabilità limitata denominata Metropolitano de Lisboa S.A.R.L. e quest'ultima fu costituita il 26 gennaio successivo con un capitale sociale di 4,5 milioni di escudos. Obiettivo della società era quello di redigere uno studio tecnico economico volto alla realizzazione di un sistema di trasporto collettivo di tipo metropolitano per la città di Lisbona. Il progetto, coordinato dall'ingegnere Francisco de Mello e Castro, si basò sul piano urbanistico di Lisbona e sul piano di coordinazione dei trasporti urbani e suburbani e fu approvato il 26 maggio 1949 dall'operatore Carris. La prima concessione per la realizzazione dell'infrastruttura, in via esclusiva, fu data il 1º luglio dello stesso anno e i lavori iniziarono il 7 agosto 1955 concludendosi il 29 dicembre 1959 con l'apertura di una linea ad Y formata da due tratte: Sete Rios-Rotunda ed Entre Campos-Rotunda. Seguirono negli anni successivi le tratte: Restauradores-Rossio (1963), Rossio-Anjos (1966) e Anjos-Alvalade (1972).
Nel 1972 i lavori di espansione della rete si interruppero. Tre anni dopo l'azienda passò sotto il controllo del governo e nel 1978 fu trasformata in entidade pública empresarial (EPE). L'espansione della rete riprese nel 1988 con l'inaugurazione delle tratte Sete Rios-Colégio Militar/Luz ed Entre Campos-Cidade Universitária.